# Heinersreuth (Mainleus)
Heinersreuth (oberfränkisch: Hahnäasch-raid) ist ein Gemeindeteil des Marktes Mainleus im Landkreis Kulmbach (Oberfranken, Bayern). Heinersreuth liegt in der Gemarkung Katschenreuth.

## Geografie
Der Weiler liegt auf einer Anhöhe, die im Westen ins Tal des Rinnichgrabens und im Osten ins Tal eines namenlosen Bachs abfällt, beides linke Zuflüsse des Mains, der nördlich von Heinersreuth vorbeifließt. Eine Anliegerstraße führt zur Kreisstraße KU 6 bei Mainleus (1,1 km nördlich).

## Geschichte
Der Ort wurde 1316 als „Heinrichsrewt“ erstmals urkundlich erwähnt, als das Kloster Sonnefeld das halbe Dorf an das Kloster Langheim verkaufte. Das Bestimmungswort ist Heinrich, der Personenname des Siedlungsgründers. Das Grundwort Reuth zeigt an, dass das Land durch Rodung gewonnen wurde.
Gegen Ende des 18. Jahrhunderts bestand Heinersreuth aus 5 Anwesen. Das Hochgericht übte das bayreuthische Stadtvogteiamt Kulmbach aus. Dieses hatte zugleich die Dorf- und Gemeindeherrschaft. Grundherren waren der bambergische Langheimer Amtshof (2 Höfe, 1 Sölde) und das Seniorat von Künßberg (1 Gut, 1 Gütlein).
Von 1797 bis 1810 unterstand der Ort dem Justiz- und Kammeramt Kulmbach. Mit dem Gemeindeedikt wurde Heinersreuth dem 1811 gebildeten Steuerdistrikt Schwarzach zugewiesen. 1812 erfolgte die Überweisung an den Steuerdistrikt Katschenreuth und der neu gebildeten gleichnamigen Ruralgemeinde. Am 1. April 1955 wurde Heinersreuth nach Mainleus umgemeindet.

### Einwohnerentwicklung
| Jahr      | 001809 | 001818 | 001861 | 001871 | 001885 | 001900 | 001925 | 001950 | 001961 | 001970 | 001987 |
| Einwohner | 41     | 34     | 41     | 42     | 41     | 41     | 38     | 62     | 34     | 37     | 28     |
| Häuser    |        | 6      |        |        | 6      | 6      | 6      | 6      | 6      |        | 7      |
| Quelle    | [ 12 ] | [ 8 ]  | [ 13 ] | [ 14 ] | [ 15 ] | [ 16 ] | [ 17 ] | [ 18 ] | [ 19 ] | [ 20 ] | [ 1 ]  |

## Religion
Heinersreuth ist seit der Reformation evangelisch-lutherisch geprägt und war ursprünglich nach St. Aegidius (Melkendorf) gepfarrt, seit der zweiten Hälfte des 20. Jahrhunderts ist die Pfarrei Mainleus zuständig.